# نفاق (شبوة)
نفاق هي إحدى قرى الجمهورية اليمنية. تتبع جغرافيا لمحافظة شبوة و إداريًا لمديرية مرخة العليا. يبلغ تعداد سكانها 2241 نسمة حسب الإحصاء الذي أجري عام 2004.